# Алборанско море
Алборанско море (на испански: mar de Alborán; на арабски: بحر البوران) е най-западната част от акваторията на Средиземно море разположена между Испания и Гибралтар на север и северозапад и Мароко, Алжир и Испания (Сеута) на югозапад и юг. На изток, между носовете Гата (36°47′00″ с. ш. 2°06′00″ з. д. / 36.783333° с. ш. 2.1° з. д.), на север и Фегало (35°36′00″ с. ш. 1°12′00″ з. д. / 35.6° с. ш. 1.2° з. д.), на юг широко се свързва с останалата част на Средиземно море, а на запад чрез Гибралтарския проток – с Атлантическия океан. Дължина от запад на изток около 350 km, ширина до 200 km, средна дълбочина 445 m, максимална 2407 m, разположена в източната му част. В средната му част от югозапад на североизток са простира подводния хребет Алборан, най-високата част на който излиза над повърхността на водата под формата на остров Алборан. Подводният хребет разделя водния басейн на две отделни части – западна по-плитка и източна-по-дълбока, представляваща югозападната част на обширната подводна Алжиро-Прованска котловина.
Повърхностните теченията в Алборанското море се движат на изток, носейки вода от Атлантическия океан в Средиземно море, а в дълбочина се движат в обратна посока, на запад, носейки по-солена вода от Средиземно море в Атлантическия океан. Често се срещат и кръговратни течения, които са резултат на гореспоменатата размяна на вода. Морето е транзитна зова между двата водни басейна, съдържайки смесица и от средиземноморски, и от атлантически видове. Алборанското море е хабитат за най-голямата популация на широкомуцунести делфини в Западното Средиземноморие и за най-голямата популация на морска свиня в цялото Средиземно море. Освен това Алборанското море е най-важното място за хранене за карети (вид костенурки) в Европа. Морето е дом за много видове, използвани за риболов, като например сардини и риба меч. През 2003 Световният фонд за дивата природа повдига въпроса за прекомерния риболов в района, застрашаващ популацията на делфини, костенурки и други морски създания.
По бреговете му са разположени множество градове и курортни селища:
- Испания – Алмерия, Мотрил, Малага, Алхесирас, Сеута, Мелиля и др.
- Гибралтар
- Мароко – Тетуан, Ел Хосейма, Надор и др.
- Алжир – Бени Саф, Газаует и др.